# Cerura scitiscripta
Cerura scitiscripta är en fjärilsart som beskrevs av Walker 1865. Cerura scitiscripta ingår i släktet Cerura och familjen tandspinnare. Inga underarter finns listade i Catalogue of Life.

## Bildgalleri

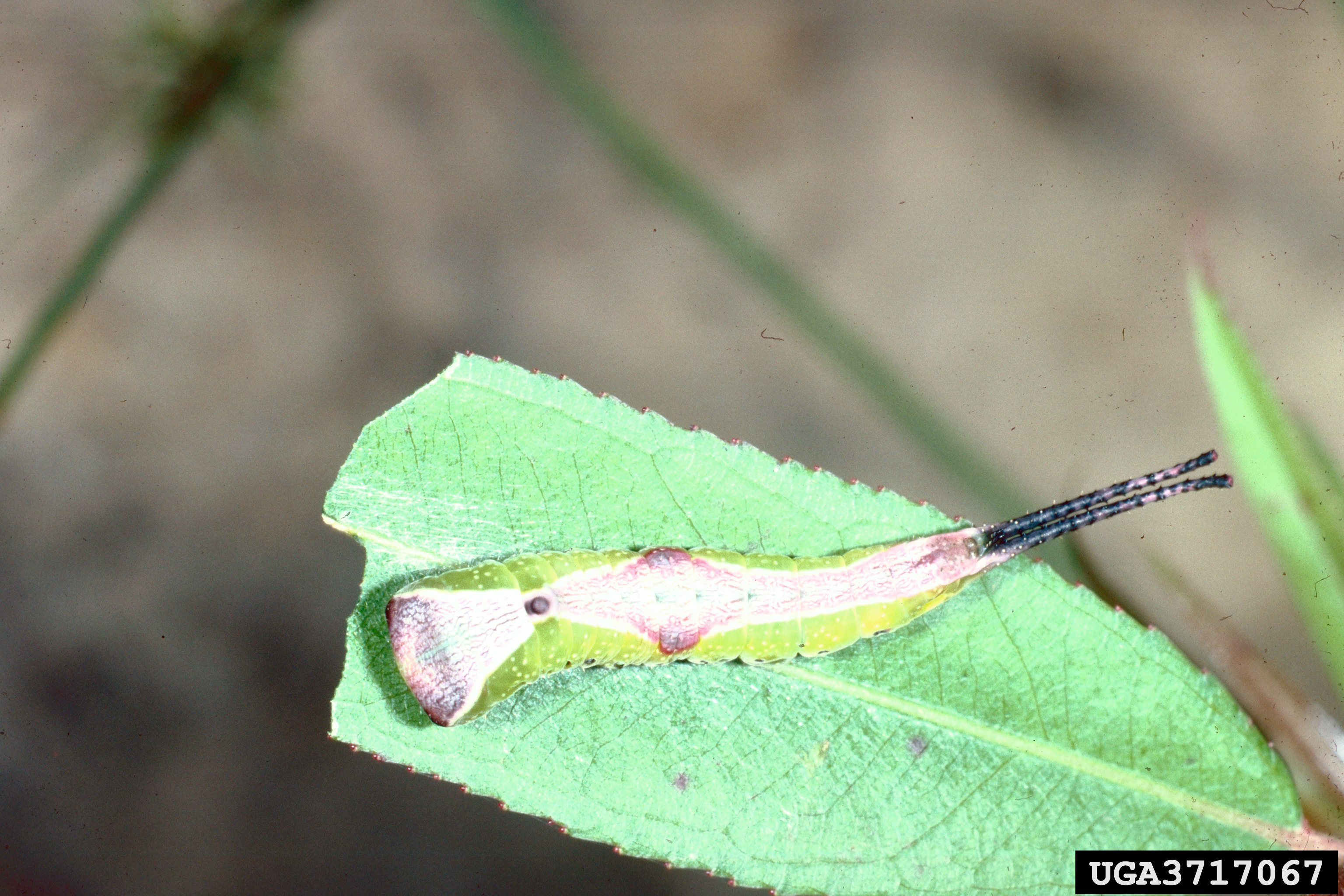
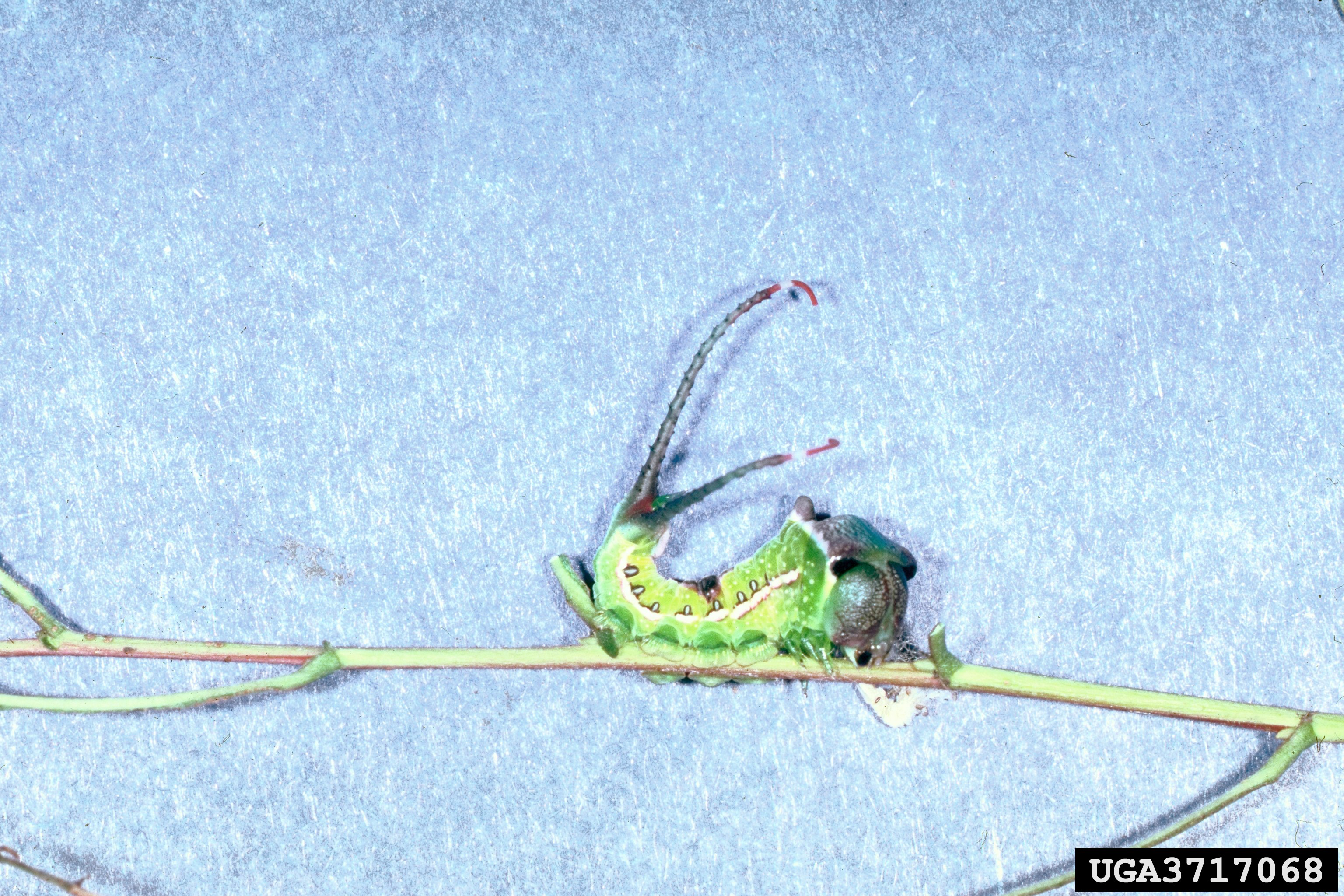